# Джо Г'юдепол
Джо Г'юдепол (англ. Joe Hudepohl, 16 листопада 1973) — американський плавець.
Олімпійський чемпіон 1992, 1996 років.
Переможець Пантихоокеанського чемпіонату з плавання 1991, 1993, 1995 років.